# 大丸札幌店
大丸札幌店（だいまる さっぽろてん）は、北海道札幌市中央区の札幌駅に隣接したJRタワーに所在する、大丸松坂屋百貨店（J.フロント リテイリング）が運営する百貨店である。西武旭川店が閉店した2016年9月以降は、日本百貨店協会加盟店の中では最も北に位置する。
2010年以降、売上高では大通地区に位置する老舗の丸井今井札幌本店（三越伊勢丹グループ）を抑えて地域一番店である。

## 歴史
1992年（平成4年）、札幌市は「札幌駅周辺地区整備構想」を策定し、札幌駅南口8.2ヘクタールの整備計画を打ち出した。1993年3月、「札幌駅南口土地区画整理事業」都市計画決定。1996年12月11日、日本国有鉄道清算事業団は札幌駅南口西街区の旧国鉄用地について、建物提案方式で購入希望者を募った。大丸と、代表幹事の北海道旅客鉄道は共同提案書を提出。1997年（平成9年）3月4日、入札に参加し、落札。大丸の札幌進出が決定した。2000年1月12日に、札幌駅南口開発事業の合同安全祈願式と起工式を挙行。12月から3月中旬までは積雪のため外部の工事が困難であり、2000年12月初旬までに1階の床を構築し、冬季はその下の地階を掘り進んでゆく手順が組まれた。2001年11月8日に上棟式を執り行い、2002年夏からは内装工事が始まる。2003年2月5日にはJRタワーの竣工式が行われ、3年余りにわたった工事が完成した。関西発祥の大丸は北海道における知名度が低く、固定客開拓のため2002年12月より審査不要のポイントカード「大丸さっぽろDカード」の会員募集を開始。開業までに10万口座、初年度22万口座を目標としたが、開業3か月で27万口座と好調な滑り出しで、売り上げにも寄与した。
2003年（平成15年）3月6日のオープンには開店前から3000人が並び、開店時刻を50分前倒しした。初日の来店者は13万5千人で、札幌市の人口185万人のうち7.3%が大丸を訪れた計算になる。公共交通機関への波及効果もあり、JRタワー開業1か月間のJR札幌駅利用者は対前年比12%、札幌市営地下鉄さっぽろ駅は19.7%の増加があった。

## 店舗

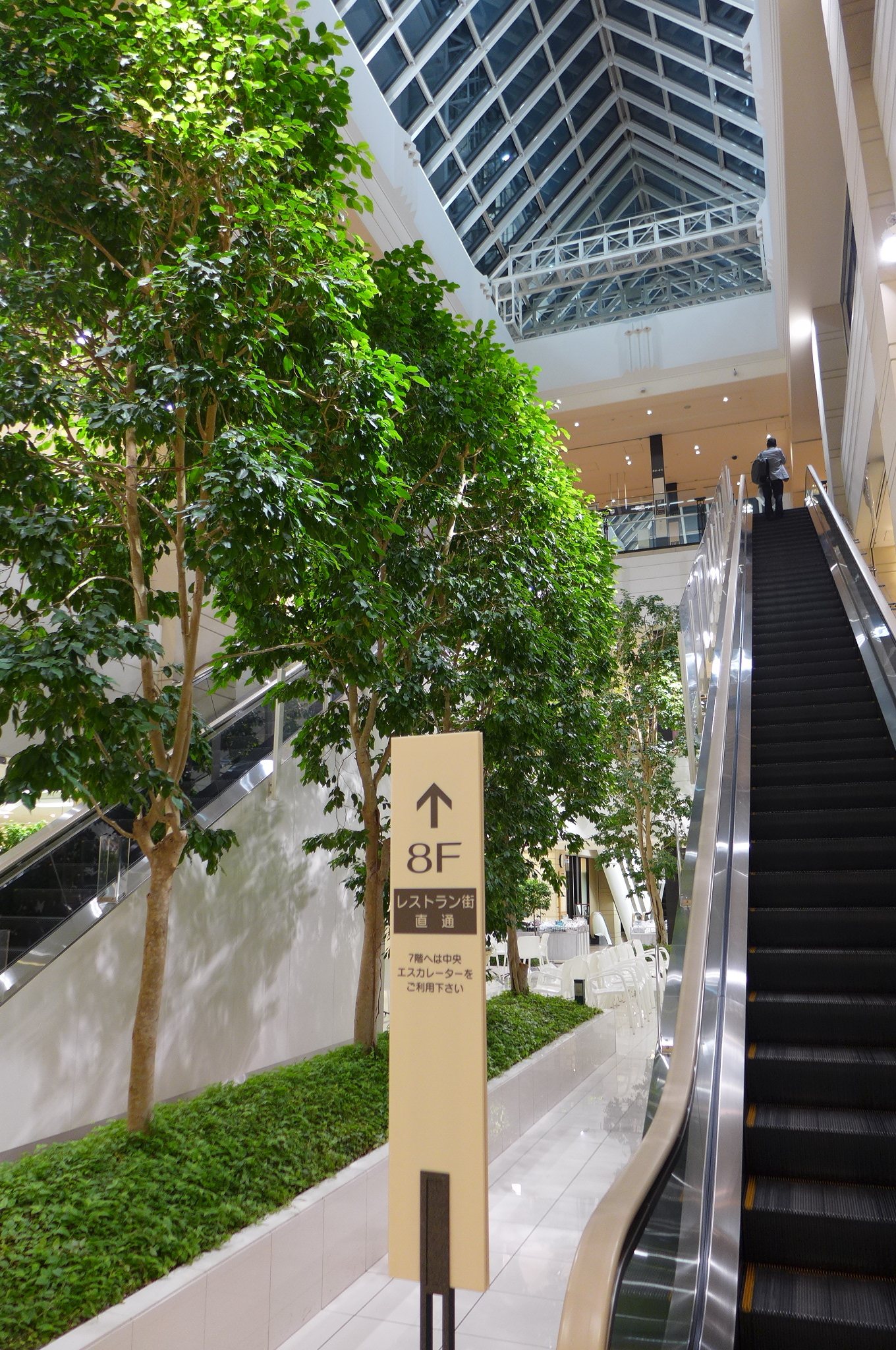
6階から8階への直通エスカレータ―

大丸の位置する西街区の敷地面積は8,520m2。建物規模は地下4階・地上9階建てで、延床面積約68,000m2。そのうち店舗は地下1階から地上8階まで、売場面積は約45,000m2。各階は百貨店として理想的な正方形に近い形状である。店内は通路を広く取り、エスカレーターの配置も店内の買い回りをしやすいよう動線を工夫するとともに休憩スペースも多めにとった。6階から8階のレストラン街にかけては吹き抜けにし、長さ20mの直通のエスカレータ―を設置するとともに天井にはトップライトを設けた。地下1階のデパ地下「ほっぺタウン」からは地下街「アピア」を介し地下鉄さっぽろ駅と接続する。地下2～4階は400台収容の地下駐車場となっている。
店舗規模の近い神戸店の従業員数が700人であるのに対し、札幌店は490人という、最小限の人数で店舗運営を行っていることも特徴のひとつである。この「札幌モデル」は、2007年に移転増床した東京店などでも取り入れられている。建物の意匠は1997年に阪神・淡路大震災から復興オープンした神戸店を参考にし、モダンなデザインとした。
大丸札幌店が入居する「JRタワー ウエスト」はJRタワースクエアを構成する建物の一つで、隣接する「JRタワー センター」と、その東側の「JRタワー イースト」の低層部には専門店街「札幌ステラプレイス」、センターの7・8階にはシネマコンプレックス「札幌シネマフロンティア」が入る。イーストの高層部はJRタワーホテル日航札幌で、38階には地上160mの展望室「タワー・スリーエイト」がある。

## 業績
札幌店は開業から半年後には営業黒字を計上し、3年で累積損失を一掃する好調なスタートを切った。2003年から2018年までの間、大丸札幌店の売上高が前年を下回ったのは2009年と2016年の2度のみで、減少幅もわずかであった。J.フロント リテイリング株式会社第15期定時株主総会招集通知に記載された事業内容によると、2021年3月 - 2022年2月の大丸札幌店の売上高は493億76百万円であった。

### 競合店
大丸の進出を控え、既存の競合店はこれを迎え撃つ体制を組んだ。丸井今井は、長崎屋が2002年2月まで営業していた高桑ビルを借り上げ、7月に南館として部分オープン、9月に全面開業した。ロビンソン百貨店は同年6月11日に改装オープン。札幌三越は、同年10月8日に新館の札幌アルタをオープンさせた。しかし、ロビンソン百貨店は2009年1月に営業終了し、商業施設ススキノラフィラとなったが2020年に老朽化のため閉館した。札幌アルタは2010年8月で営業終了。丸井今井南館も2018年8月に営業終了しており、これら迎撃策はいずれも敗退に終わった。1906年に北海道初の百貨店として誕生した五番舘にルーツを持つ西武百貨店札幌店も、大丸進出6年後の2009年に103年の歴史に幕を下ろした。
上記の大丸の売上高に対し、株式会社札幌丸井三越の2021年4月 - 2022年3月の売上高は465億46百万円。東急百貨店さっぽろ店の2021年2月 - 2022年1月の売上高は134億69百万円であった。大丸札幌店の売上高は2006年に札幌三越、2009年に丸井今井札幌本店を上回り、2018年には、三越と丸井今井の運営を統合して2011年に発足した札幌丸井三越をも上回って、北海道の百貨店における「地域一番店」となった。